# Gävlefiskarna

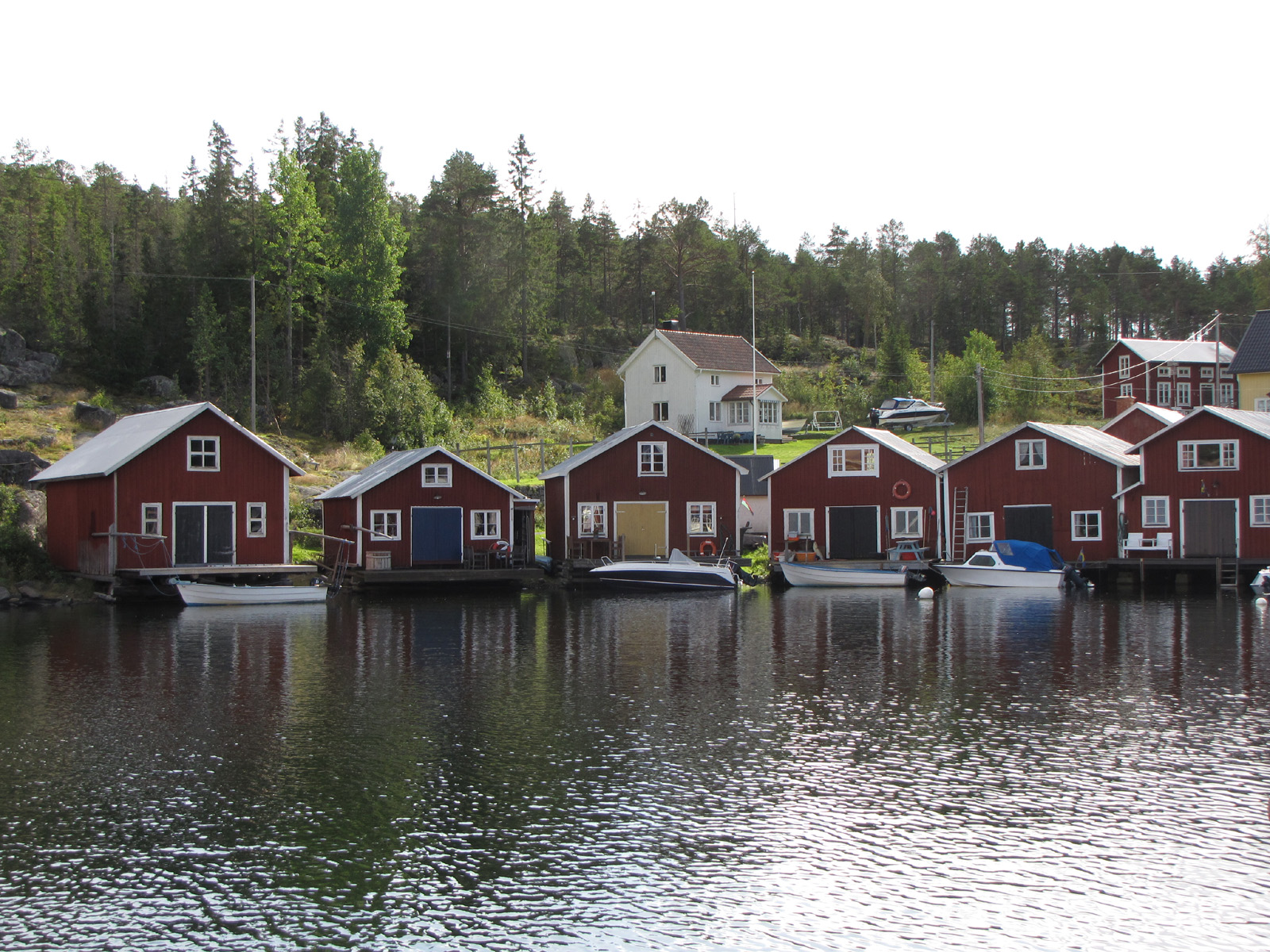
Bönhamn, en av gävlebohamnarna.

Gävlefiskarna var fiskarborgare i Gävle vilka hade privilegium på havsfisket längs en stor del av Norrlandskusten. Privilegiet upphävdes successivt under 1600- och 1700-talen, varefter många Gävlefiskare blev arrendatorer. Gävlefisket började gå ned under 1800-talet, men enstaka Gävlefiskare var aktiva ännu i början av 1900-talet.

## Ursprung
Det långväga fisket längs Norrlandskusten inleddes troligen i slutet av 1400-talet.[källa behövs] Från början kom fiskarna inte bara från Gävle utan även från Köping, Södertälje, Norrtälje, Strängnäs och Uppsala. Med tiden övergav de sydligare fiskarna området och Gävleborna blev ensamma kvar. År 1557 fick fiskarborgarna i Gävle, som då var den enda staden i Norrland, kungligt privilegium på allt strömmingsfiske längs Norrlandskusten mot att de i tull erlade var tionde tunna fisk till kronan.

## Konkurrens från borgare i nya städer

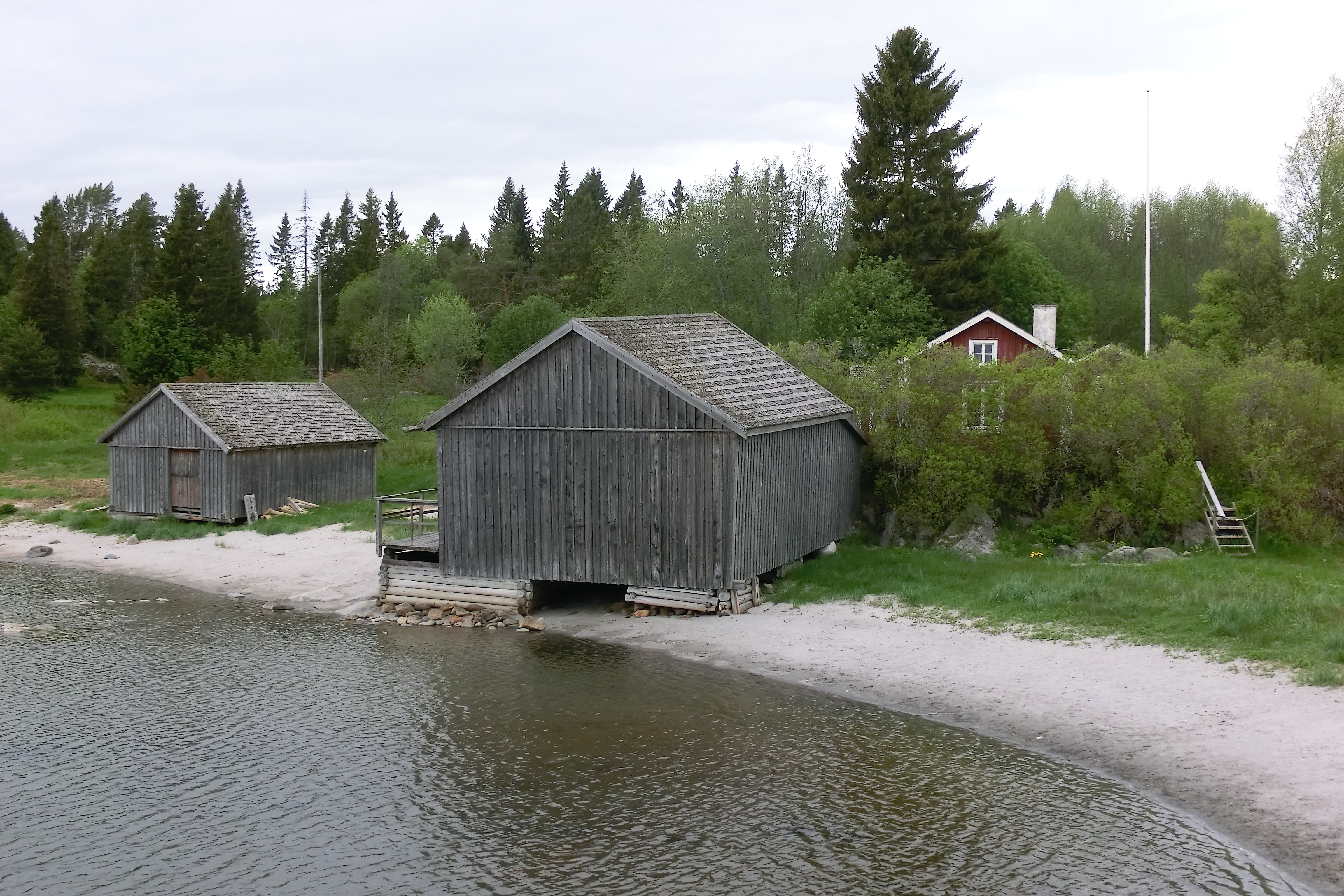
Skeppshamn på Åstön i Tynderö socken.

När nya städer tillkom längs Norrlandskusten blev situationen mer komplicerad. Sedan Hudiksvall och Härnösand fått stadsrättigheter på 1580-talet försökte deras borgare överta Gävlebornas fiskelägen. Gävlefiskarna klagade hos kung Johan III, som 1591 förkunnade att de även fortsättningsvis skulle få fiska vid Storjungfrun, Agön och Bålsön i Hälsingland, Brämön i Medelpad samt Storön och Höglosmen i Ångermanland. Gävlefiskarna blev emellertid kvar även vid många andra gamla fiskelägen. Sedan ytterligare två städer tillkommit på 1620-talet, Söderhamn och Sundsvall, försökte borgarna även där ta över närbelägna fiskeplatser. För Söderhamn, som redan från början var en industristad, fick fisket dock inte samma stora betydelse som för övriga norrlandsstäder.
En fiskarelängd från 1613 upptar 152 Gävlefiskare. 75 procent av Gävles näringar var då fiske medan handel stod för 25 procent.[källa behövs]
Borgarna i Sundsvall skrev 1623 till riksrådet Johan Skytte och framhöll att den nya staden var i behov av ytterligare privilegier, framför allt fiskeplatser, för att kunna utvecklas. Staden fick därefter ta över gävlefiskarnas gamla fiskeplatser Brämön, Rödviken i Tynderö socken samt Lörudden. Gävlefiskarna blev visserligen kvar, men hädanefter som arrendatorer. År 1646 bestod stadens inkomster nästan uteslutande av fiskarnas arrenden, som uppgick till 238 daler. Allt eftersom Sundsvall tillväxte ökade emellertid borgarnas efterfrågan på fiskeplatser, och 1701 beslutade staden helt enkelt att avvisa Gävleborna. Det ledde till att en del av Gävlefiskarna blev bofasta i trakten. Snart var det gamla fjärrfisket i Medelpad ett minne blott, samtidigt som flera fiskelägen anlades kring Gävle.
I Härnösand stadgade borgarna 1652 att "ingen främmande" hädanefter skulle få fiska närmare än två mil från staden. Det innebar att Gävlefiskarna fick lämna Storön och Hemsön.
Gävlefiskarna kom 1707 överens med borgerskapet i Härnösand om att man gemensamt skulle bruka fiskelägena, utom dem som låg mindre än två mil från staden. Dessutom skulle Gävleborna få behålla sina sedan 1591 privilegierade fiskelägen på Storön och Höglosmen.
År 1766 upphävdes kronans vattenregale genom en ny fiskestadga som innebar att den som ägde strand också fick fiskerätt. Detta ledde till att Gävlebornas fiskeprivilegier slutgiltigt upphävdes 1773.
Borgarna i Härnösand och Sundsvall köpte fiskerätterna. Några borgare i Gävle, bland andra Nils Jacob Sehlberg, fick dock arrende på 50 år i Trysunda.[källa behövs]
Enligt en fiskelängd från 1737 fördelade sig Gävlefiskarna detta år enligt följande: Grisslan 19 fiskare, Ulvöhamn 18, Trysunda 14, Sandviken på norra Ulvön 9, Höglosmen 6, Vitörarna 3, Gåsholma 1 och Kusökalv 1. De fyra förstnämnda och folkrikaste är belägna i norra Ångermanland, i dagens  Örnsköldsviks kommun, och det var också där som Gävlefisket levde kvar längst. I Ulvöhamn, Trysunda, Grisslan, Skeppsmaln och Skagshamn dominerade Gävlefiskarna ännu i början av 1800-talet. Enstaka fiskare fortsatte med de årliga långfärderna längre än så. Den siste Gävlefiskaren i Ångermanland verkar ha varit Erik Wilhelm Högberg i Skeppsmaln, som var aktiv fram till 1914.

## Tillvägagångssätt
De fiskande borgarna i Gävle seglade norrut i maj. I början av 1700-talet användes främst däckade jakter och odäckade eller halvdäckade haxar, men också storbåtar som var ett slags större skötbåtar. Med dessa fraktfartyg fördes borgarnas familjer till fiskeplatserna, där söner och drängar fick sköta fisket. Husfadern själv lämnade vanligen därefter hamnen för att bedriva fraktfart längs kusten, ibland så långt som till Pommern eller Danzig. I september eller oktober hämtades så familjen igen.
På fartygen medfördes allehanda mindre husdjur såsom höns, getter, grisar och ankor samt de livsmedel som behövdes för vistelsen på fiskeplatsen. Under hela sommaren konserverades fisk i form av saltströmming, surströmming och krampsill (soltorkad strömming). Till hösten fraktades detta hem till Gävle för försäljning. År 1742 hemfördes 6 500 tunnor saltströmming och 1816 inte mindre än 10 000 tunnor.
År 1764 fanns 60 haxar i Gävle. Antalet minskade under 1800-talet till 20–30 skutor år 1842 och fyra stycken år 1873. Den sista haxen var Erik August Grellssons Anna som seglades till Trysunda fram till 1899. Därefter användes Anna för fraktfart längs ostkusten.

## Fjärrfiskets nedgång
Fiskarna hade genom medlemskap i Fiskaresocieteten inflytande i stadens förvaltning. 
Fisket utefter Norrlandskusten spelade en stor roll i Gävles näringsliv ända fram till 1800-talets mitt, därefter deltog allt färre i fiskefärderna. Flera orsaker bidrog till fjärrfiskets nedgång: 
- Protester mot Gävlefiskarnas byteshandel i Norrland.
- Allt fler bosatte sig på sommarhamnarna.
- De nya järnvägarna underlättade för västkustfiskarna att konkurrera med Gävlefiskarna.

Men även ökad handel och sjöfart liksom industriernas utbyggnad gav allt fler utkomst i Gävle. Fiskefärderna upphörde vid sekelskiftet.

## Gävlebohamnar
Gävlefiskarnas hamnar kallas för Gävlebohamnar. Nedan förtecknade Gävlebohamnar tas upp i Per Vedins bok om ämnet från 1930: Det finns även uppgifter om att Långron i sydligaste Västerbotten varit en Gävlebohamn.

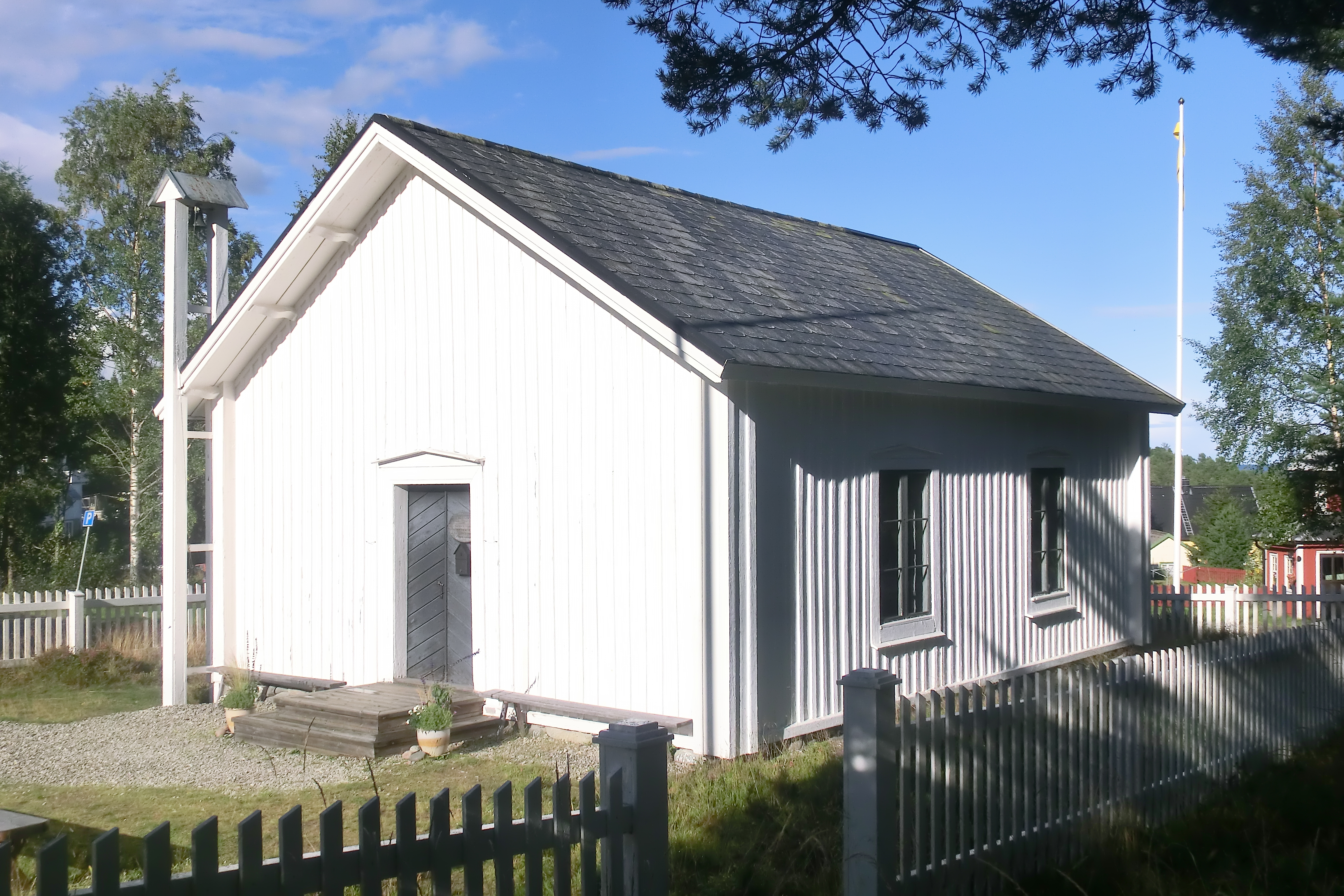
Bönhamns kapell, ett av många fiskekapell som anlades av Gävlefiskarna.

### Ångermanland
- Granön, Örnsköldsviks kommun
- Långholmen, Örnsköldsviks kommun
- Skagshamn i Örnsköldsviks kommun
- Skeppsmaln i Örnsköldsviks kommun
- Grisslan i Örnsköldsviks kommun
- Trysunda i Örnsköldsviks kommun
- Sandviken på Ulvön i Örnsköldsviks kommun (en kortare period)
- Ulvöhamn på Ulvön i Örnsköldsviks kommun
- Marviksgrunnan på Ulvön i Örnsköldsviks kommun
- Norrfällsviken i Kramfors kommun
- Rävsön i Kramfors kommun
- Bönhamn i Kramfors kommun
- Höglosmen (även kallat Grönhamn eller Grönviken) i Kramfors kommun
- Barsta i Kramfors kommun
- Sörfällsviken (nu Fällsvikshamnen) i Kramfors kommun
- Berghamn, Kramfors kommun
- Storön, Kramfors kommun
- Hemsön i Härnösands kommun
- Svenskär i Härnösands kommun
- Barsviken i Härnösands kommun

### Medelpad
- Rödviken i Timrå kommun (övergiven till förmån för Storhamn och Skeppshamn)
- Storhamn i Timrå kommun
- Skeppshamn i Timrå kommun
- Spikarna i Sundsvalls kommun
- Lörudden i Sundsvalls kommun
- Brämön i Sundsvalls kommun
- Skatan, Sundsvalls kommun

### Hälsingland
- Ragvaldsnäs i Nordanstigs kommun
- Fågelharen i Nordanstigs kommun
- Vattingen i Nordanstigs kommun
- Haddhamn (nu kallad Gamlahamnen) i Nordanstigs kommun
- Vitörarna i Nordanstigs kommun
- Jättholmarna i Nordanstigs kommun
- Bergön, Hudiksvalls kommun
- Kuggörarna i Hudiksvalls kommun
- Bålsön i Hudiksvalls kommun
- Agö hamn i Hudiksvalls kommun
- Prästgrundet i Söderhamns kommun
- Storjungfrun i Söderhamns kommun
- Kalvhararna i Söderhamns kommun
- Rävskär i Söderhamns kommun

### Gästrikland
- Axmar by-Kusökalv i Gävle kommun (omdiskuterat som Gävlebohamn)
- Gåsholma i Gävle kommun
- Säljemar-Kapellskär i Gävle kommun
- Vitgrund i Gävle kommun
- Bönan i Gävle kommun
- Lövgrund i Gävle kommun
- Eggegrund i Gävle kommun
- Limön i Gävle kommun

### Uppland
- Långsand i Älvkarleby kommun